# Rezerwat przyrody „Juganskij”
Rezerwat przyrody „Juganskij” (ros. Государственный природный заповедник «Юганский») – ścisły rezerwat przyrody (zapowiednik) w Chanty-Mansyjskim Okręgu Autonomicznym – Jugra w Rosji. Znajduje się w rejonie surguckim. Jego obszar wynosi 6486,36 km², a strefa ochronna 938,93 km². Rezerwat został utworzony decyzją rządu Rosyjskiej Federacyjnej Socjalistycznej Republiki Radzieckiej  z dnia 31 maja 1982 roku. Dyrekcja rezerwatu znajduje się w miejscowości Ugut.

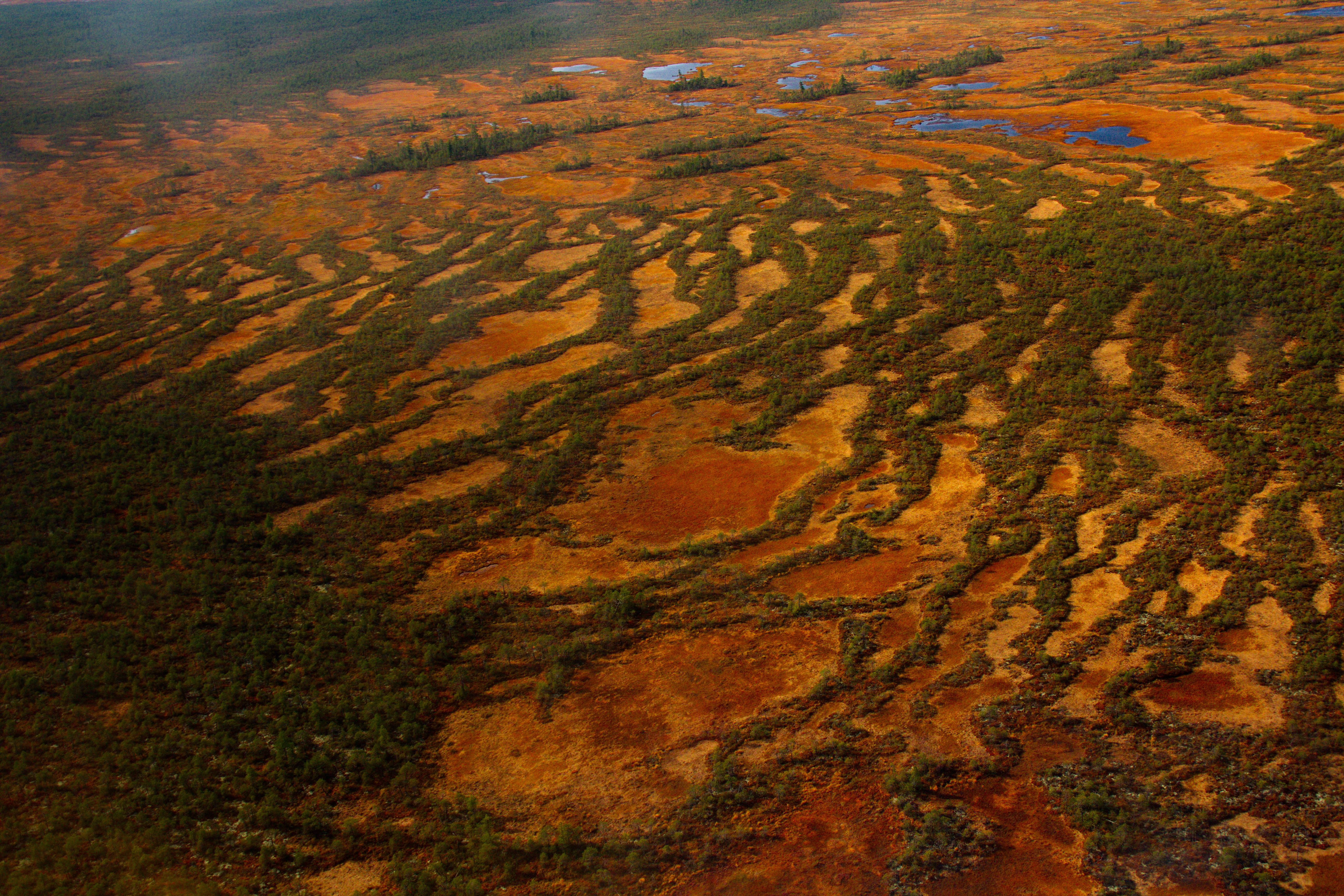
Widok na bagna w rezerwacie

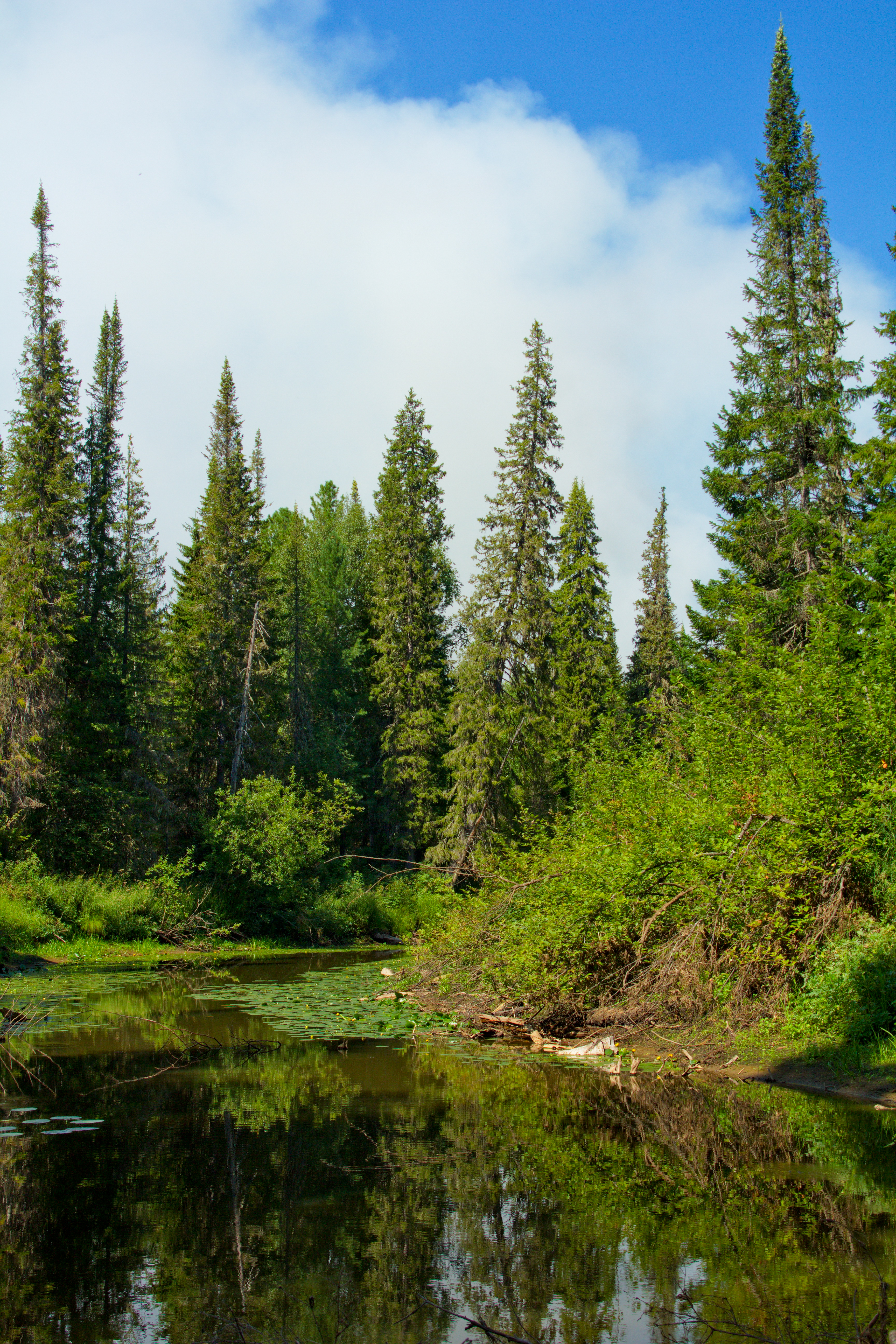
Rzeka Wujajana

## Opis
Rezerwat położony jest w centrum Niziny Zachodniosyberyjskiej (Nizina Sriednieobskaja). Obejmuje część dorzeczy rzek Niegusiach i Małyj Jugan – prawych dopływów rzeki Bolszoj Jugan.  Rzeźba terenu rezerwatu jest płaska, z lekkim nachyleniem w kierunku doliny rzeki Ob. Najbardziej wzniesiona południowo-wschodnia część sięga 120 m n.p.m. Największe rzeki to Niegusiach, Wujajany, Kołkoczenjagun. Jedną trzecią rezerwatu zajmują bagna. 
Klimat jest kontynentalny. Średnia temperatura stycznia wynosi -19 °С (minimalna -55 °С), a lipca +17 ºС.

## Flora
Tajga zajmuje 64% powierzchni rezerwatu. Rośnie tu głównie sosna syberyjska, świerk syberyjski, jodła syberyjska, sosna zwyczajna. Pozostała część rezerwatu to głównie bagna oraz położone wśród nich jeziora. W dolinach rzecznych i na bagnach rośną brzoza i osika.
Występują tu 332 gatunki roślin naczyniowych, 195 gatunków porostów, 114 gatunków mchów i ponad 500 gatunków grzybów.

## Fauna
W rezerwacie występują 4 gatunki płazów, 2 gatunki gadów, 216 gatunków ptaków i 40 gatunków ssaków.
Spośród ssaków ponad połowę gatunków stanowią małe ssaki – gryzonie i ryjówki. Oprócz nich żyją tu też m.in.: łasica syberyjska, łasica pospolita, soból tajgowy, norka amerykańska, wydra europejska, rosomak tundrowy, borsuk europejski, gronostaj europejski, wilk szary, lis rudy, lis polarny, ryś euroazjatycki, niedźwiedź brunatny, łoś euroazjatycki i renifer tundrowy.
Ptaki występujące w rezerwacie to m.in.: bocian czarny, bielik, orzeł przedni, rybołów, sokół wędrowny, bernikla rdzawoszyja, gęś białoczelna.
Z gadów są to żmija zygzakowata i jaszczurka żyworodna, a z płazów: kątoząb syberyjski, ropucha szara, żaba moczarowa i Rana amurensis.